# Pointe de la Moye
Pointe de la Moye är en udde i kronbesittningen Guernsey. Den ligger i den södra delen av landet.
Terrängen inåt land är platt.